# Christoph Schechinger
Christoph Schechinger (* 26. Dezember 1985 in Köln) ist ein deutscher Schauspieler.

## Leben
Erste Bühnenerfahrungen sammelte Schechinger bereits 2004 im Jugendclub am Schauspiel Köln. Seine Schauspielausbildung erhielt er zunächst am Max Reinhardt Seminar in Wien und wurde dort unter anderem von Klaus Maria Brandauer, Artak Grigorjan und Grazyna Dylag unterrichtet. Im Anschluss studierte er von 2010 bis 2012 an der Royal Central School of Speech and Drama in London und erwarb dort den Master of Arts. Von 2011 bis 2013 war Schechinger Mitglied des Ensembles am Düsseldorfer Schauspielhaus. Dort war er in den Inszenierungen von Nora Schlocker (Einsame Menschen), von Sarantos Zervoulakos (The Importance of Being Earnest) und in Nurkan Erpulats Inszenierung von David Gieselmanns Herr Kolpert zu sehen.
Christoph Schechinger wirkte in verschiedenen Film- und Fernsehproduktionen mit.
Darunter befinden sich neben der Erfolgsserie Bad Banks von Christian Schwochow auch Folgen der Fernsehreihe Tatort. In Unter Druck spielte er im „Kölner Tatort“ neben Klaus J. Behrendt und Dietmar Bär die Rolle des Martin Hanke. Zudem verkörperte er im Jahr 2012 in der WDR-Produktion Das Millionen Rennen neben Axel Prahl, Peter Lohmeyer und Friederike Becht die Figur des Christian. 2013 spielte Christoph Schechinger an der Seite von Katja Riemann und Aylin Tezel in der ARD-Produktion Kleine Schiffe. Für seine Rolle Simon in Kleine Schiffe wurde er 2014 für den Jupiter-Award der Filmzeitschrift Cinema nominiert. Von 2018 bis 2021 war er Kriminalhauptkommissar Maximilian Murnau in der erfolgreichen ZDF-Krimiserie Die Chefin mit Katharina Böhm und Jürgen Tonkel.
Schechinger lebt in London.

## Filmographie (Auswahl)
- 2011: Tatort – Unter Druck (Fernsehreihe)
- 2012: Das Millionen Rennen (Fernsehfilm)
- 2013: Heiter bis tödlich: Zwischen den Zeilen (Fernsehserie, 1 Folge)
- 2013: Kleine Schiffe (Fernsehfilm)
- 2013: Nichts mehr wie vorher (Fernsehfilm)
- 2013: Zwischen den Zeilen
- 2014: Momentversagen (Fernsehfilm)
- 2014: Juniper Crescent (Kurzfilm)
- 2014: Hüter meines Bruders (Fernsehfilm)
- 2015: Starfighter – Sie wollten den Himmel erobern (Fernsehfilm)
- 2015: Vertraue mir (Fernsehfilm)
- 2016: Das weiße Kaninchen (Fernsehfilm)
- 2016: Tatort – Echolot (Fernsehreihe)
- 2016: Ein Fall für zwei (2014) (Fernsehserie, 1 Folge)
- 2016, 2024: SOKO Köln (Fernsehserie, 2 Folgen)
- 2017: Zwei Bauern und kein Land (Fernsehfilm)
- 2017: Babylon Berlin (Fernsehserie, 1 Folge)
- 2018–2021: Die Chefin (Fernsehserie, 26 Folgen)
- 2018–2020: Bad Banks (Fernsehserie, 7 Folgen)
- 2018: Der Lissabon-Krimi (Fernsehserie, 2 Folgen)
- seit 2019: Käthe und ich (Fernsehreihe)
  - 2019: Dornröschen
  - 2019: Das Findelkind
  - 2020: Zurück ins Leben
  - 2020: Papakind
  - 2021: Im Schatten des Vaters
  - 2021: Das Adoptivkind
  - 2023: Freundinnen für immer
  - 2024: Der kleine Ritter
  - 2024: Sommerliebe
  - 2024: Ein gutes Leben
  - 2024: Käthe und ich: Verhängnisvolle Liebe
- 2024: Mandat für Mai (Fernsehserie)
- 2024: Letzte Spur Berlin (Fernsehserie, 1 Folge)